# Failure to Launch
Failure to Launch (br: Armações do Amor / pt: Como Despachar um Encalhado) é um filme estadunidense de comédia romântica de 2006, dirigido por Tom Dey e estrelado por Matthew McConaughey e Sarah Jessica Parker que, na verdade, é um remake do filme francês Tanguy. O filme enfoca um homem de 35 anos que vive na casa de seus pais e não mostra interesse em deixar a vida confortável que seus pais fizeram para ele lá. Foi lançado em 10 de março de 2006.
As cenas de escalada foram filmadas em Cherokee Rock Village, em Leesberg, Alabama.

## Sinopse
Os pais de Tripp, um homem de 35 anos, cansados de aguentar o trintão em casa, contratam Paula para convencê-lo até que o rapaz passa a desconfiar que se trata de uma armação.

## Elenco
- Matthew McConaughey - Tripp
- Sarah Jessica Parker - Paula
- Zooey Deschanel - Katherine "Kit"
- Justin Bartha - Philip "Ace"
- Bradley Cooper - Demo
- Terry Bradshaw - Al
- Kathy Bates - Sue
- Adam Alexi-Malle - Sr. Axelrod
- Tyrel Jackson Williams - Jeffrey
- Katheryn Winnick - Melissa
- Rob Corddry - Vendedor de armas
- Patton Oswalt - Cara do Techie
- Mageina Tovah - Barista
- Stephen Tobolowsky - Bud

## Recepção

### Bilheteria
Em sua estreia o filme arrecadou um total de US$24,6 milhões, ocupando o primeiro lugar nas bilheterias dos Estados Unidos. O filme arrecadou um total de cerca de US$88,715,192 nas bilheterias dos Estados Unidos e US$39,691,695 no exterior, totalizando US$128,406,887.

## Recepção

### Crítica
O Metacritic, que usa uma média ponderada, atribuiu ao filme uma pontuação de 47 em 100, baseado em 31 críticos, indicando críticas "mistas ou médias". No site agregador de críticas Rotten Tomatoes, 24% das 143 avaliações dos críticos são positivas. O crítico de cinema Richard Roeper afirmou que o filme era "completamente inacreditável". Algumas críticas negativas destacaram de forma positiva a performance de Zooey Deschanel como destaque do filme. Stephanie Zacharek, do Salon, escreveu que "Mesmo com um papel relativamente pequeno, ela explode todo o filme em pedacinhos".

### Na cultura popular
Em um episódio do Brooklyn Nine-Nine, o detetive Jake Peralta (Andy Samberg) é forçado a nomear Failure to Launch como seu filme favorito enquanto faz parte de um programa de proteção a testemunhas. Ele é mais relutante em fazê-lo, já que seu filme favorito é Die Hard. Quando testado sobre a protagonista feminina no filme, ele adivinha Kate Hudson.